# Saint-Papoul
Saint-Papoul är en kommun i departementet Aude i regionen Occitanien  i södra Frankrike. Kommunen ligger  i kantonen Castelnaudary-Nord som ligger i arrondissementet Carcassonne. År 2022 hade Saint-Papoul 832 invånare.

## Befolkningsutveckling
Antalet invånare i kommunen Saint-Papoul
Referens: INSEE